# Block McCloud
Block McCloud, właściwie Ismael Diaz Jr. – raper oraz piosenkarz pochodzący z Brooklynu, dzielnicy Nowego Jorku, gdzie był wychowywany. Jest synem znanego piosenkarza salsy, Ismaela Diaza.
Block McCloud założył wytwórnię Disturbia Music Group. Jest znany ze współpracy z Vinnie Pazem oraz swojego uczestnictwa w supergrupie hip-hopowej Army of the Pharaohs.

## Dyskografia

### Albumy solowe
- I Was Drunk When I Made This (2004)
- Spittin Image (2006)[3]
- Four Walls (2012)
- The Book of Ishmael (2014)

### Minialbumy
- Crazy Man (2010)[4]

### Albumy kolaboracyjne
- The Unholy Terror (wraz z Army of the Pharaohs) (2010)
- In Death Reborn (wraz z Army of the Pharaohs) (2014)